# Gmina Runovići
Gmina Runovići (chorw. Općina Runovići) – gmina w Chorwacji, w żupanii splicko-dalmatyńskiej. W 2011 roku liczyła 2416 mieszkańców.

## Miejscowości
Gmina składa się z następujących miejscowości:
- Podosoje
- Runović
- Slivno